# Želja (2023.)
Želja (eng. Wish) američki je računalno animirani film iz 2023. godine redatelja Chrisa Bucka i Fawna Veerasunthorna.
Film je 62. Disneyjev klasik i slavi 100. obljetnicu Walt Disney Animation Studija. Radnja se vrti oko zvijezde želja koja služi kao simbol za produkcijsku tvrtku i koja se također pojavljuje u nekim prethodnim filmovima, posebice u Pinokiju (1940.).
Film je prikazan u Sjedinjenim Državama 22. studenoga 2023., a u Hrvatskoj dan kasnije.

## Radnja
Na mitskom otoku Rosas, u cijelom svijetu poznatijem kao kraljevstvo želja, smješten uz Pirenejski poluotok, Asha, sedamnaestogodišnja djevojka, mora osloboditi grad od ogromne tame koju nitko drugi ne osjeća kako bi se pobunila protiv Veličanstvenog kralja, zlog čarobnjaka koji želi kontrolirati živote i želje svojih podanika. Prava zvijezda s neba po imenu Zvijezda odgovara na Ashinu želju.

## Glasovna postava
| Uloge           | Originalna verzija | Hrvatska verzija    |
| --------------- | ------------------ | ------------------- |
| Asha            | Ariana DeBose      | Franka Batelić      |
| Valentino       | Alan Tudyk         | Goran Grgić         |
| Kralj Magnifico | Chris Pine         | Dražen Bratulić     |
| Kraljica Amaya  | Angelique Cabral   | Vanda Winter        |
| Sabino          | Victor Garber      | Pero Juričić        |
| Sakina          | Natasha Rothwell   | Alma Prica          |
| Dahhlia         | Jennifer Kumiyama  | Dea Presečki        |
| Simon           | Evan Peters        | Marko Braić         |
| Gabo            | Harvey Guillén     | Matija Cvek         |
| Safi            | Ramy Youssef       | Fabijan Komljenović |
| Hal             | Niko Vargas        | Lu Jakelić          |
| Bazeema         | Della Saba         | Mateja Majerle      |
| Dario           | Jon Rudnitsky      | Domagoj Šimek       |
| Kornjača        |                    | Damir Kedžo         |
| Vjeverica       |                    | Jasna Bilušić       |
| Sova            |                    | Nikola Marjanović   |
| Medvjed Ivek    |                    | Boris Barberić      |
| Bambi           |                    | Daniel Dizdar       |

### Ostali hrvatski glasovi
- Dora Jakobović
- Rina Radmilov
- Nikica Viličić
- Jadranka Krištof
- Ivana Čabraja
- Nataša Mirković
- Ognjen Milovanović
- Luka Starman
- Ana Ćapalija
- Karmen Matković Melki
- Mustafa Softić
- Vladimir Pavelić
- Dragan Brnas
- Neva Serdarević
- Tom Rushaidat
- Ivana Rushaidat

## Pjesme
| Originalni naslov - This Wish - Welcome to Rosas - At All Costs - I'm a Star - This Is The Thanks I Get?! - Knowing What I Know Now - This Wish - Reprise | Hrvatski naslov i izvođač/i - Zato želim ja – Franka Batelić - Dobro došli u Rosas – Franka Batelić i zbor - Vječno ću vas čuvati – Dražen Bratulić i Franka Batelić - Zvijezda sam – uloge i zbor - To mi je hvala sad?! – Dražen Bratulić - Znajući što znam sad – Franka Batelić, Dea Presečki, Lu Jakelić, Matija Cvek, Vanda Winter, Domagoj Šimek, Mateja Majerle, Fabijan Komljenović i uloge - Zato želim ja - Repriza – Franka Batelić, Dea Presečki, Vanda Winter, Jadranka Krištof, Vladimir Pavelić, Matija Cvek, Domagoj Šimek, Lu Jakelić, Fabijan Komljenović i uloge |

## Produkcija
Dana 21. siječnja 2022. objavljeno je da scenaristica Jennifer Lee piše originalni film za Walt Disney Animation Studios. Disney Animation 9. rujna 2022., tijekom prezentacije D23 Expo 2022. najavio je novi film pod nazivom Wish, koji će režirati Chris Buck i Fawn Veerasunthorn, a producirati Peter Del Vecho i Juan Pablo Reyes. Također je najavljeno da će umjetnički stil filma kombinirati Disneyjevu tradicionalnu animaciju s CGI animacijom koju je tvrtka počela isključivo upotrebljavati posljednjih godina.

## Promocija i distribucija
Prva najava za film objavljena je 27. travnja 2023. Hrvatska najava za film pojavila se 8. svibnja 2023. Druga najava, koja je bila i službenom, objavljena je 27. rujna, hrvatska dan kasnije.
Film je prikazan u američkim kinima 22. studenoga 2023., dok se u hrvatskim kinima pojavljuje dan kasnije, 23. studenoga. Disney je 16. veljače 2023., nakon promašaja na blagajnama s filmovima Svjetlosni i Čudesan svijet oba objavljena 2022.godine, odlučio produljiti razdoblje prikazivanja u kinima za filmove Elementi i Želja u nadi da će vratiti obitelji u kino.
Uz kino izdanje filma prikazat će se i Once Upon a Studio, devetominutni animirani kratki film koji miješa tehnike igranog filma, tradicionalne animacije i CGI-a. Ovo će biti drugi u nizu kratkih filmova Trenta Correyja i Dana Abrahama, nakon Olafove priče Once Upon a Snowman. U kratkome filmu glume pokojni Disneyjev karikaturist Burny Mattinson i novi zaposlenik, a otkrivaju da Disneyjevi likovi poput snjegovića Olafa iz Snježnog kraljevstva i Aladinova Duha iz svjetiljke oživljavaju noću baš kao u filmu Noć u muzeju.

## Vanjske poveznice
- Službena stranica na disney.com (engl.)
- Želja u internetskoj bazi filmova IMDb-a
- Želja na Box Office Mojo